# Ibrahim (calife omeyyade)
Pour les articles homonymes, voir Ibrahim (homonymie).
Ibrāhīm ou ʾAbū ʾIsḥāq Ibrāhīm ibn Al-Walīd (en arabe : أبو إسحاق إبراهيم بن الوليد), mort en 750, est le treizième calife omeyyade. Il succède à son frère Yazīd III le Réducteur en 744 pour un règne qui ne dure que deux mois.

## Avant l'accession au pouvoir
Ibrāhīm est le fils du calife Al-Walīd Ier et d'une esclave. Sous le règne de son frère Yazīd III, il est nommé gouverneur de Jordanie.

## Court règne
Une fois devenu calife, Ibrāhīm confirme ʿAbd Allāh ibn ʿUmar dans son poste de gouverneur d'Irak. Le gouverneur d'Arménie Marwān ibn Muḥammad, voulant venger la mort d'Al-Walīd II, marche en ordre de bataille vers la Syrie. Il bat deux frères du calife Ibrāhīm à Alep et rompt le siège de Homs, qui refuse de reconnaître Ibrāhīm en tant que calife. À Damas, Al-Ḥakam et ʿUṯmān, les deux fils d'Al-Walīd II, sont exécutés, ce qui change radicalement la situation, Marwān pouvant désormais prétendre au titre de calife. Il destitue Ibrāhīm après 70 jours de règne. Ibrāhīm décide alors de fuir, mais face à la promesse de Marwān II de lui laisser la vie sauve, il finit par lui prêter serment d'allégeance.

## Mort
Ibrāhīm, tout comme la majorité de la dynastie omeyyade, est tué en 750 des mains des Abbassides.